# Alan Howard
Alan Mackenzie Howard (Londra, 5 agosto 1937 – Londra, 14 febbraio 2015) è stato un attore inglese.

## Biografia
Figlio unico degli attori Arthur Howard e Jean Compton Mackenzie.
Si sposò due volte: prima dal 1965 al 1976 con Stephanie Hinchliffe; poi dal 2004 fino alla morte con la scrittrice Sally Beauman, alla quale era legato fin dal 1971 e da cui ebbe due figli.
Morì di polmonite nel 2015, a 77 anni.

## Carriera
Da giovane studiò all'Ardingly College, nel West Sussex. Dal 1966 fu membro della Royal Shakespeare Company, prendendo parte a numerosi spettacoli: interpretò Orsino ne La dodicesima notte, Giovanni di Borgogna in Enrico VIII e Lussurioso ne La tragedia del vendicatore.
Nel 1969 vinse il premio Plays and Players, votato dalla critica teatrale londinese come attore più promettente nel repertorio shakespeariano. Vinse due volte il trofeo come miglior attore agli Evening Standard Award per le sue esibizioni in Coriolanus (1978) e Good (1981).

## Filmografia parziale
- Victim, regia di Basil Dearden (1961)
- Tempo di guerra, tempo d'amore (The Americanization of Emily), regia di Arthur Hiller (1965)
- Gli eroi di Telemark (The Heroes of Telemark), regia di Anthony Mann (1965)
- Oxford University (Oxford Blues), regia di Robert Boris (1984)
- Il ritorno dei tre moschettieri (The Return of the Musketeers), regia di Richard Lester (1989)
- Spalle nude (Strapless), regia di David Hare (1989)
- Il cuoco, il ladro, sua moglie e l'amante (The Cook, the Thief, His Wife and Her Lover), regia di Peter Greenaway (1989)
- Dakota Road, regia di Nick Ward (1992)
- Il Signore degli Anelli - La Compagnia dell'Anello (The Lord of the Rings: The Fellowship of the Ring), regia di Peter Jackson (2001) - voce
- Il Signore degli Anelli - Il ritorno del re (The Lord of the Rings: The Return of the King), regia di Peter Jackson (2003) - voce

## Doppiatori italiani
Nelle versioni in italiano delle opere in cui ha recitato, Alan Howard è stato doppiato da:
- Nando Gazzolo ne Il cuoco, il ladro, sua moglie e l'amante
- Teo Bellia ne Il cuoco, il ladro, sua moglie e l'amante (ridoppiaggio)

Da doppiatore è sostituito da:
- Gerolamo Alchieri ne Il Signore degli Anelli - Il ritorno del re
- Carlo Baccarini ne Il Signore degli Anelli - La Compagnia dell'Anello